# Villebadin
Villebadin és un municipi francès situat al departament de l'Orne i a la regió de Normandia. L'any 2007 tenia 147 habitants.

## Demografia

### Població
El 2007 la població de fet de Villebadin era de 147 persones. Hi havia 56 famílies de les quals 12 eren unipersonals (4 homes vivint sols i 8 dones vivint soles), 16 parelles sense fills, 20 parelles amb fills i 8 famílies monoparentals amb fills.
La població ha evolucionat segons el següent gràfic:
Habitants censats

### Habitatges
El 2007 hi havia 74 habitatges, 56 eren l'habitatge principal de la família, 12 eren segones residències i 6 estaven desocupats. Tots els 73 habitatges eren cases. Dels 56 habitatges principals, 41 estaven ocupats pels seus propietaris, 12 estaven llogats i ocupats pels llogaters i 3 estaven cedits a títol gratuït; 2 tenien dues cambres, 7 en tenien tres, 10 en tenien quatre i 37 en tenien cinc o més. 51 habitatges disposaven pel capbaix d'una plaça de pàrquing. A 31 habitatges hi havia un automòbil i a 24 n'hi havia dos o més.

### Piràmide de població
La piràmide de població per edats i sexe el 2009 era:
| Homes | Edats   | Dones |
| ----- | ------- | ----- |
| 0     | 95 o +  | 0     |
| 0     | 90 a 94 | 0     |
| 1     | 85 a 89 | 0     |
| 0     | 80 a 84 | 1     |
| 4     | 75 a 79 | 3     |
| 3     | 70 a 74 | 1     |
| 4     | 65 a 69 | 4     |
| 4     | 60 a 64 | 6     |
| 2     | 55 a 59 | 1     |
| 5     | 50 a 54 | 6     |
| 2     | 45 a 49 | 0     |
| 2     | 40 a 44 | 5     |
| 7     | 35 a 39 | 9     |
| 4     | 30 a 34 | 4     |
| 5     | 25 a 29 | 4     |
| 5     | 20 a 24 | 1     |
| 4     | 15 a 19 | 4     |
| 9     | 10 a 14 | 1     |
| 8     | 5 a 9   | 6     |
| 5     | 0 a 4   | 4     |

## Economia
El 2007 la població en edat de treballar era de 86 persones, 63 eren actives i 23 eren inactives. De les 63 persones actives 56 estaven ocupades (31 homes i 25 dones) i 7 estaven aturades (1 home i 6 dones). De les 23 persones inactives 6 estaven jubilades, 11 estaven estudiant i 6 estaven classificades com a «altres inactius».

### Ingressos
El 2009 a Villebadin hi havia 56 unitats fiscals que integraven 140 persones, la mediana anual d'ingressos fiscals per persona era de 15.593 €.

### Activitats econòmiques
Dels 2 establiments que hi havia el 2007, 1 era d'una empresa de construcció i 1 d'una empresa de serveis.
L'únic servei als particulars que hi havia el 2009 era un paleta.
L'any 2000 a Villebadin hi havia 13 explotacions agrícoles que ocupaven un total de 1.116 hectàrees.

## Poblacions més properes
El següent diagrama mostra les poblacions més properes.